# Грошова реформа в Росії 1839—1843 років
Грошова реформа 1839—1843, реформа Канкріна — грошова реформа в Російській імперії, яка вперше встановила срібний монометалізм. Названа за ім'ям її ініціатора — міністра фінансів Є. Канкріна. Проводилася у зв'язку з постійним знеціненням паперових грошей і підвищенням цін на дорогоцінні метали, що було спричинено потребою покриття тогочасних видатків в умовах зростання військових витрат. Реформу було започатковано маніфестом імператора Миколи I від 1 липня 1839, згідно з яким в основу грошової системи Росії було покладено срібний рубль (див. Рубль) і встановлено обов'язковий курс асигнацій (3 руб. 50 коп. асигнаціями дорівнювали 1 руб. сріблом), які ставали допоміжною грошовою одиницею. Також фіксувався курс золотої та мідної монет (1 срібний рубль = 0,097 золотого імперіала = 16 (потім 32) руб. міддю). На срібній основі повинні були укладатися всі операції з казною і приватними особами, вестися підрахунки державних прибутків і видатків, обігів кредитних закладів та ін. Для зберігання срібної монети були утворені депозитні каси, які видавали вкладникам замість отриманого срібла депозитні квитки. Цими квитками передбачалося замінити державні асигнації. Як засіб платежу депозитні білети становили еквівалент срібної монети й відповідно обмінювалися на срібло.

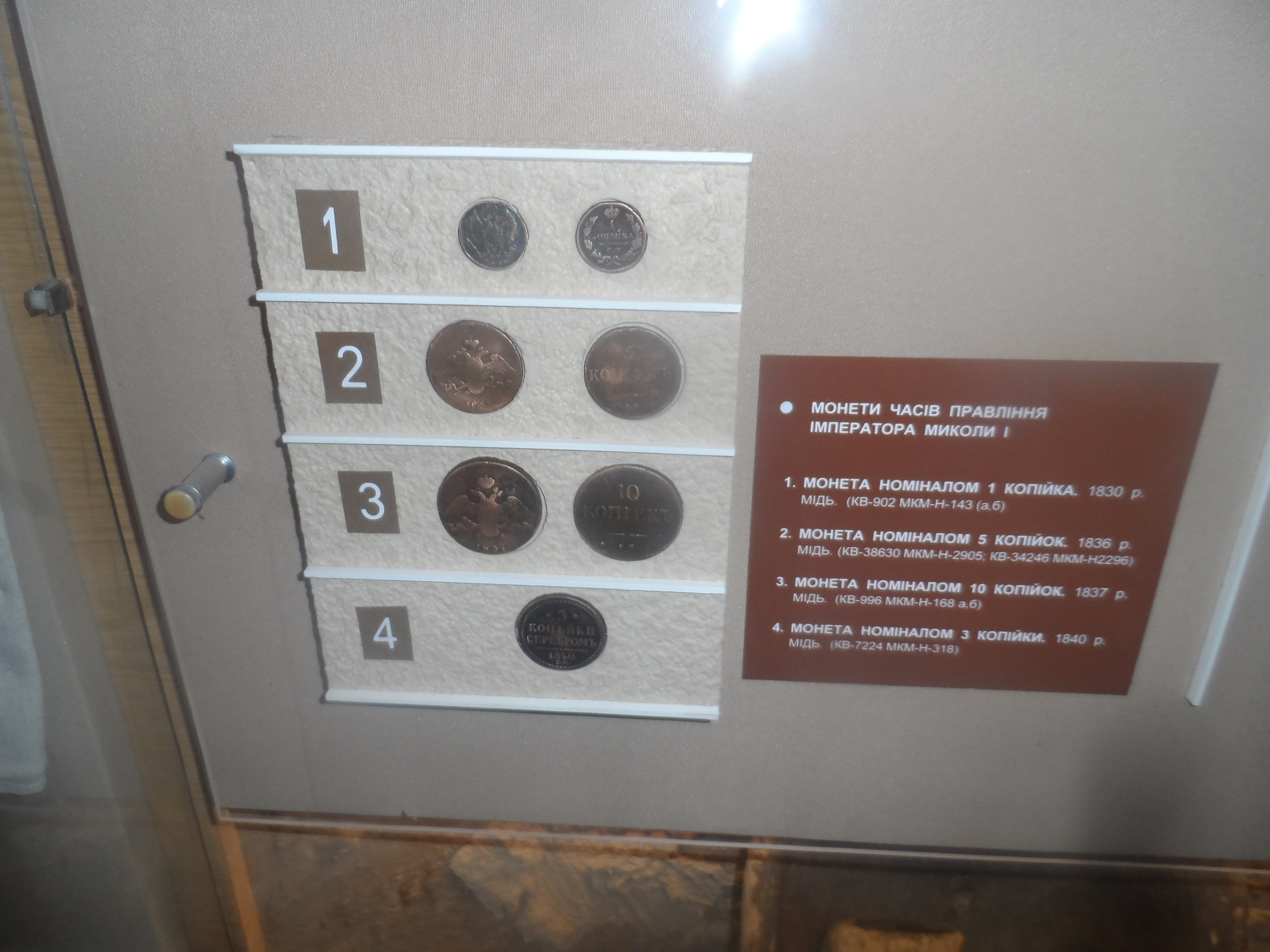

Однак 1841 у зв'язку з емісією, спричиненою неврожаєм 1840, були випущені в обіг нові грошові знаки — кредитні білети Охоронної казни і Державного позикового банку, які використовувалися для платежів нарівні з розмінною монетою. 1843 випуск депозитних білетів було припинено, після чого асигнації та депозитні білети почали поступово вилучатися з обігу й обмінюватися за фіксованим курсом на кредитні білети, які вільно розмінювалися на срібло. Заміна здійснювалася в кілька етапів. Від 1 вересня 1843 почався обмін за банківськими рахунками, спочатку — депозитних білетів, а від 1 листопада 1843 — асигнацій. Наприкінці 1844 дозволено обмін асигнацій приватним особам. До 1847 операція обміну загалом була завершена. Обмін асигнацій припинено 1851 року, а депозитних білетів — 1853 року. В Росії залишився єдиний вид паперових грошей — державні кредитні білети, які обмінювалися на монету у відношенні 1:1. Під час Кримської війни 1853—1856 обов'язковий обмін на монету державних кредитних білетів припинився. Реформа Канкріна тимчасово зміцнила фінансову систему Росії.